# Аделаида Брабантская
Аделаида Брабантская (Аликс де Лувен, Алеида, фр. Adélaïde de Brabant, Aleyde de Brabant, Alix de Braban, Alix de Louvain; ок. 1190 — 1262/67) — графиня Булони с 1262.

## Биография
Дочь брабантского герцога Генриха I (1165-1235) и его жены Матильды Булонской (1170-1210).
Не следует путать Аделаиду Брабантскую с Аликс де Брабант (ум. 1329) или с Алейдой де Брабант, герцогиней Бургундии (ок. 1233—1273).
В 16 лет Аделаида вышла замуж за Арнуля III (ум. 1221), графа де Ринек и де Лоон.
Вторым её мужем (с 3 февраля 1225) был Гильом X де Клермон (1195—1247), граф Оверни. У них было трое детей:
- Роберт V (1225/1226 — 1277), граф Оверни и Булони
- Мария (ок. 1225—1280), муж — Готье VII Берту, сеньор де Малин (ок. 1225—1286)
- Матильда (ок. 1230—1280), муж — Роберт II, граф Клермона и дофин Оверни.

Овдовев во второй раз, Аделаида в 1253 году снова вышла замуж. Её третий муж — Арнуль II де Веземаль.
В 1259 году умерла графиня Булони Матильда де Даммартен. Аделаида Брабантская, приходившаяся ей двоюродной сестрой, предъявила права на наследство.
Кроме неё, было еще 3 претендента: Генрих III Брабантский (племянник), Жанна де Даммартен (кузина), и король Людовик IX (племянник первого мужа Матильды). В 1262 году Парижский парламент решил спор в пользу Аделаиды. Вскоре после этого она умерла.
Возможно, Аделаида родилась не около 1190 года, а лет на 10-12 позже. Тогда датой её первого брака следует считать 1216 год, а третий брак уже не кажется таким поздним, и ей тогда было не 60, а около 50 лет.